# Jaebeol
Jaebeol (deutsch ‚reiche Sippe‘; von koreanisch jae ‚Reichtum‘, ‚Besitz‘ und beol ‚Klan‘, ‚Sippe‘, ‚Clique‘), in zahlreichen Medien zumeist auch Chaebol, ist der koreanische Begriff für ein großes Familienunternehmen, das meist aus verschiedenen Sparten besteht, also ein Mischkonzern (Konglomerat) ist.

## Das System der Jaebeol – Kernstruktur der südkoreanischen Wirtschaft
Aus sozialwissenschaftlicher Perspektive handelt es sich bei den Jaebeol um Gruppen von Familienunternehmen, deren Kapitalanteile innerhalb der Jaebeols konzentriert sind und nur selten oder nur partiell auf Aktienmärkten gehandelt werden. Da das südkoreanische Recht die Bildung von Holding-Gesellschaften verbietet, werden die Einzelunternehmen durch enge familiäre Bindungen zusammengehalten.
Die Netzwerkbeziehungen innerhalb der Gründerfamilie ermöglichten die Bildung weitgehend unbürokratischer und autokratisch geführter Entscheidungssysteme, die eine „faktische Konzernbildung“ als Kernstruktur der südkoreanischen Wirtschaft etablierten. Mit diesem System wurden über Jahrzehnte hinweg sehr gute wirtschaftliche Ergebnisse erzielt.

## Historische Bedeutung
Die größten Jaebeols entstanden bereits zwischen dem Zweiten Weltkrieg und dem Koreakrieg, doch erst mit der „Gründerzeit“ der 1960er und 1970er Jahre stiegen sie zur bestimmenden Kraft der Wirtschaft Südkoreas empor. In dieser Zeit setzte sich das für Südkorea typische Modell familienkontrollierter Unternehmensgruppen durch, die sich durch hohe Entscheidungsgeschwindigkeit und Änderungsfähigkeit gegenüber anderen bürokratischen Großkonzernen auszeichnen. Ihre traditionell guten Beziehungen zu Staats- und Bankenwesen sowie die hohe Funktionalität ihrer Unternehmensstrukturen eröffneten den Jaebeols Wettbewerbsvorteile auf dem Weg in das Zentrum der Weltwirtschaft – ein Weg, der durch die geringen Kapazitäten ihres Binnenmarktes vorgezeichnet war.
Laut der Ökonomin Alice Amsden hing der Erfolg der Jaebeol und ihr Beitrag zur Industrialisierung Südkoreas maßgeblich mit gezielter staatlicher Investitionslenkung und weiteren industriepolitischen Eingriffen zusammen, die die Produkte der Jaebeol preispolitisch günstig positionierten und die Fortsetzung von Subventionen von engen Erfolgs- und Exportzielen abhängig machte.
Obwohl die südkoreanische Regierung seit der Asienkrise 1997 versucht, den Einfluss der Jaebeols zurückzudrängen, bleiben sie weiterhin bestimmende Faktoren der südkoreanischen Wirtschaft. Damit entsprechen sie auch der Bedeutung der ehemaligen Zaibatsu (Keiretsu) in der japanischen Wirtschaft.

## Wichtige Jaebeols
Stand: 2019
1. Samsung[12] (Teil der Samsung-Gruppe der Lee-Familie)
2. Hyundai Motor (Teil der Hyundai-Gruppe der Chung-Familie)
3. SK
4. LG (Teil der LG-Gruppe der Koo-Familie)
5. Lotte (Teil der Lotte-Gruppe der Shin-Familie)
6. Posco
7. Hanwha
8. GS (Teil der LG-Gruppe der Koo-Familie)
9. NongHyup (Finanzwirtschaft, Landwirtschaft, Lebensmittelwirtschaft)
10. Hyundai Heavy Industries (Teil der Hyundai-Gruppe der Chung-Familie)
11. Shinsegae (Teil der Samsung-Gruppe der Lee-Familie)
12. Korea Telecom
13. Hanjin (insolvent)
14. CJ Group (Teil der Samsung-Gruppe der Lee-Familie)
15. Doosan (Platz 15)

Weitere:
- Kumho Asiana
- Hyosung
- Hansol (Teil der Samsung-Gruppe der Lee-Familie)
- JoongAng Ilbo (Zeitung) (Teil der Samsung-Gruppe der Lee-Familie)
- Daewoo (1999 aufgelöst)